# Marouane Chamakh
Marouane Chamakh (arabă مروان الشماخ, n. 10 ianuarie 1984, Tonneins, Aquitaine, Franța) este un fotbalist marocan care joacă ca  atacant. Deși născut și crescut în Franța, el a ales să joace pentru naționala Marocului datorită ascendenței sale.

## Viața personală
Chamakh s-a născut în Tonneins, un mic oraș în apropierea râului Garonne, din părinți marocani și a fost crescut în apropiere de comuna Aiguillon. Tatăl său, El Mostafa Chamakh, a fost un fotbalist din Maroc care a jucat pentru Difaâ Aïn SBAA în Casablanca. În 1979, el a părăsit Marocul pentru a găsi condiții mai bune de trai și un loc de muncă mai bun.. După ce se stabilește în Franța și găsește de lucru ca pietrar, bătrânul Chamakh își aduce familia la scurt timp. Printre membrii familiei Chamakh intră și fratele său mai mic Yassin, care deține o cafenea. Chamakh a declarat că, atunci când se întoarce acasă, el de multe ori așteaptă mese pentru a-l ajuta pe fratele său.